# 胸の谷間にうもれ隊
胸の谷間にうもれ隊（むねのたにまにうもれたい）は、日本の3人組女性アイドルグループ。プラチナムプロダクション所属。レーベルはジョリー・ロジャー。

## 概要
萌えとエロスを合体させた「萌えエロ」ユニット。助川まりえ、橘オリーブ、與坂唯で結成されたのち、何回かのメンバーチェンジを経て、北條まみ、長岡美和、黒田万結花の現メンバーにいたる。

## 略歴
- 2010年4月25日、六本木morph-tokyoで行われたセクシー☆オールシスターズライブにて初お披露目[1]。
- 2010年5月19日、「スケベ!」「生殺し」の着うた・着ムービーの配信を開始[2]。
- 2010年5月26日、1stシングル「スケベ!」を発売。同日、着うたフル・着ムービーフルの配信を開始[3]。
- 2010年6月8日、カラオケJOYSOUNDで配信を開始[4]。
- 2011年3月27日、セクシー☆オールシスターズライブを最後に、助川まりえが脱退。
- 2011年7月3日、限定!!『セクシー☆オールシスターズ』DXをもって、橘オリーブが卒業[5]。
- 2011年8月7日、PLATINUM FESにて長岡美和、黒田万結花が加入し「胸の谷間にうもれ隊X」となる[6]。
- 2012年8月4日、TOKYO IDOL FESTIVAL 2012を最後に、與坂唯が脱退。
- 2013年4月20日、『セクシー☆オールシスターズReopen The 1st!』にて北條まみが加入し「三代目胸の谷間にうもれ隊」となる[7]。

## メンバー
胸の谷間にうもれ隊
助川まりえ、橘オリーブ、與坂唯
胸の谷間にうもれ隊X
與坂唯、長岡美和、黒田万結花
三代目胸の谷間にうもれ隊
北條まみ、長岡美和、黒田万結花

## 作品

### シングル
1. スケベ!（2010年5月26日、XQFM-1029）- DVD付き

## 出演

### テレビ
- musicるTV（2013年12月2日、テレビ朝日）「スケベ!」PVのみ
- musicるTV（2013年12月16日、テレビ朝日）「生殺し」PVのみ
- musicるTV（2014年1月27日、テレビ朝日）ライブ映像